# Marcela Pecháčková
Marcela Pecháčková (* 19. září 1951, Plzeň) je česká novinářka, spisovatelka a komentátorka, která působila nebo působí v novinách Mladá Fronta DNES, Instinkt, Lidové noviny a Forbes. Je matka spisovatelky a šéfredaktorky gastronomických časopisů Dity Pecháčkové a filmové režisérky Mariky Pecháčkové.

## Práce v novinách
- 2002–2012 zástupkyně šéfredaktorka časopisu Instinkt, kam přišla z deníku a Magazínu MF Dnes[2][3]
- 2012–2013 vedoucí magazínu Pátek Lidových novin
- 2013 – dosud redaktorka magazínu Pátek Lidových novin[4]

## Knihy
- 1995 Útok meningokoka C. Praha: Lidové noviny.[5]
- 2009 Livia Klausová – Smutkem neobtěžuju. Praha: Lidové noviny.[6]
- 2022 Jitka Válková – Byly jsme dvě malý hovna ve vysoký trávě. Praha: Torst. ISBN 978-80-7215-698-6